# خاجية
الخاجية أو الخاچية أو الخاكية هي عباءة بشت رجالية صيفية غير مذهّبة شائعة في وسط وجنوب العراق مصنوعة من غزل خفيف شفاف بعض الشيء وتلبس فوق الدشداشة مع الغترة والعقال في لباس أهل الريف المعاصر أو فوق الصاية في اللباس التقليدي لأهل الحظر ورجال الدين.

## طريقة الحياكة
تحاك من غزيل صوف الغنم والذي يغزل عادة من قبل النساء، وغالباً من قبل ذوي مرتديها كزوجته أو أخته غزلاً دقيقاً ثم تعطى إلى الحائك المختص بحياكة العباءات حيث يحوكها على هيئة فجج ( جمع فجة) ثم ترسل إلى الخياط المختص لخبنها وتحريرها. تلبس العباءة الخاچية ذات الريازة الحرير والبلابل الحرير من قبل الرجال فوق سن الأربعين وتكون ألوانها كألوان صوف الغنم وتسمى بأسماء الألوان فيقال مثلاً (الخاچية السودة) نسبة لصوفها الأسود و(البيضة) نسبة لصوفها الأبيض و(أحمر غنم) وغيرها. وتكون العباءة الخاچية من رقة الغزل. ودقة الحياكة أن تشق عما تحتها من ملابس، كما إن لابسيها يتباهون بخفة وزنها لدقة خيوط الغزل المستعملة في حياكتها، وتلبس عادة في موسم الصيف.

## طريقة اللبس
أما طريقة لبسها، فتوضع على الكتف حيث تحيط ياقتها برقبة مرتديها وتتدلى على كتفه ومنهم من يخرج كفيه من خلال فتحتي ردان العباءة.